# Stazione di Calvi
La stazione di Calvi (in francese: Gare de Calvi, in corso: Gara di Calvi) è la stazione ferroviaria terminale della linea Ponte Leccia – Calvi. Si trova nell'omonima cittadina corsa in Avenue de la République.
Di proprietà della Collectivité Territoriale de la Corse (CTC), è gestita dalla Chemins de fer de la Corse (CFC).

## Storia
La stazione fu aperta il 15 novembre 1890 assieme al tronco proveniente da Palasca della linea per Ponte Leccia.
Tra il 2008 e il 2009 la stazione ha subito lavori di rinnovo degli armamenti con conseguente modifica del piazzale binari.

## Strutture ed impianti
Il fabbricato viaggiatori è un edificio formato da tre corpi, tutti a pianta rettangolare. Il corpo centrale, a due livelli fuori terra e con tetto a due spioventi, è dotato di tre aperture simmetriche sia su entrambi i fronti sia per ogni piano. Ciascuna delle due ali, ad un unico livello, ha una sola apertura. Appoggiata all'ala meridionale è presente il fabbricato ristorante (buffet).
Il piazzale è dotato di tre binari tronchi, serviti da due banchine. La rimessa locomotive è dotata di altri due binari.

## Movimento

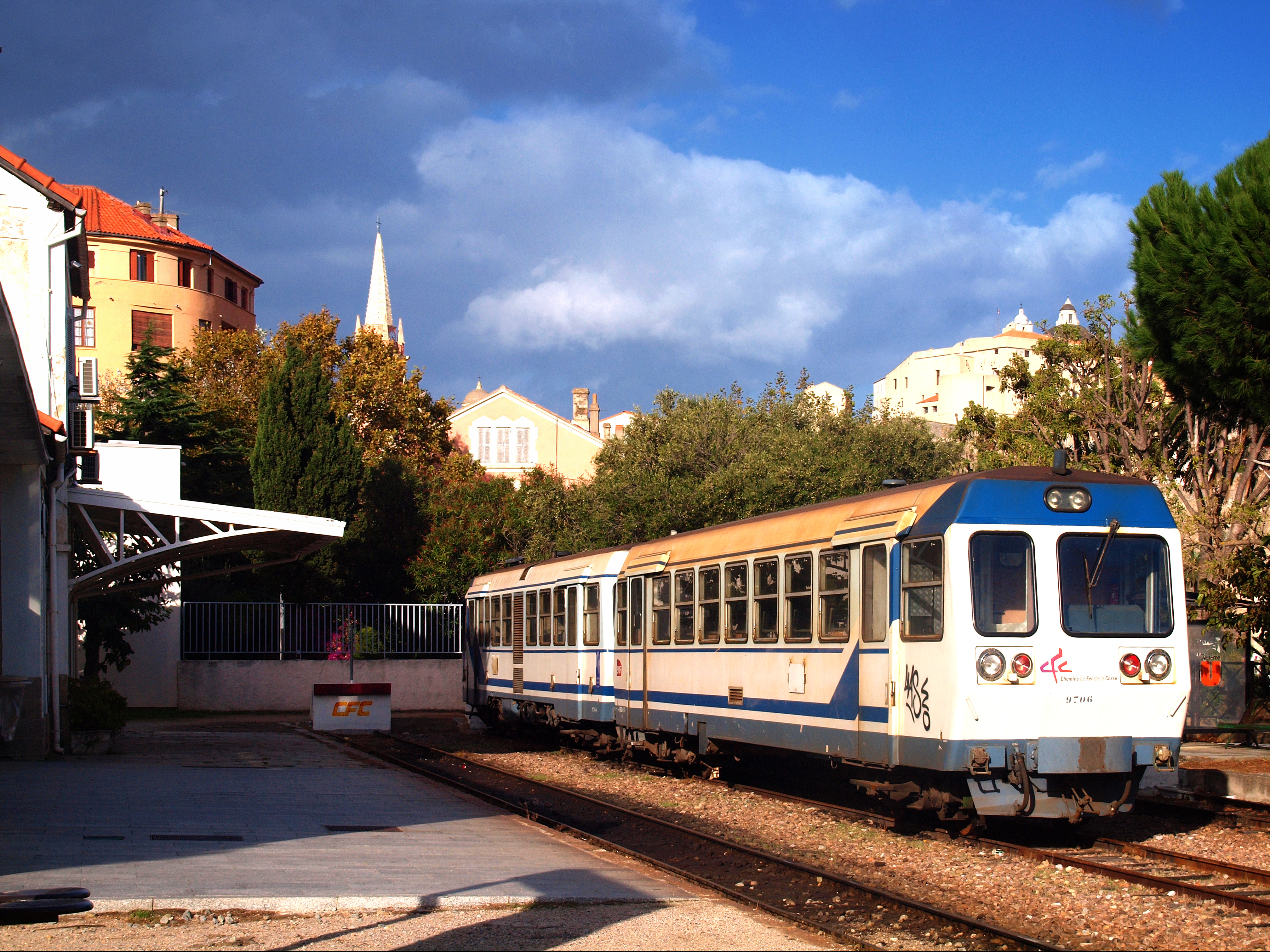
X 5000 in sosta al secondo binario

La stazione funge da capotronco per due linee locali, entrambe esercite dalla CFC:
- la linea per Ponte Leccia che in quest'ultimo scalo ha coincidenze con i treni per Bastia e Ajaccio;
- il tramway de la Balagne, servizio estivo per Isola Rossa che ha la caratteristica di sostare in tutte le fermate lungo la costa.